# Formel-1-Weltmeisterschaft 2002

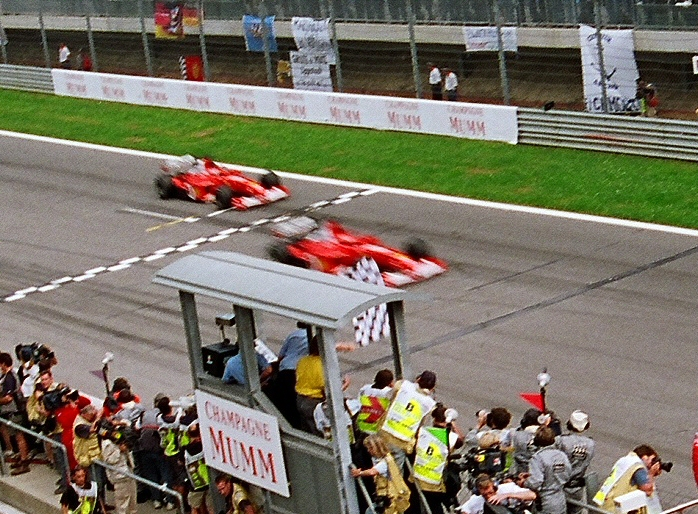
Zieldurchfahrt beim GP Österreich 2002, umstrittene Stallorder bei Ferrari

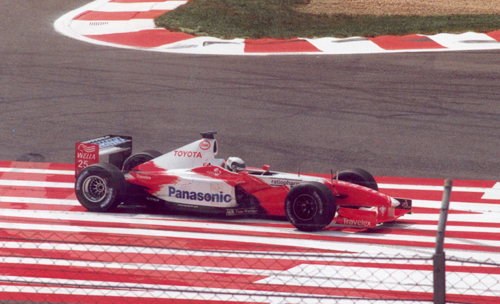
Neues Team: Allan McNish im Toyota TF102 beim GP Frankreich 2002

Die Formel-1-Weltmeisterschaft 2002 war die 53. Saison der Formel-1-Weltmeisterschaft. Sie wurde über 17 Rennen in der Zeit vom 3. März 2002 bis zum 13. Oktober 2002 ausgetragen. Michael Schumacher gewann seinen 5. Fahrer-Titel. Ferrari wurde zum 4. Mal in Folge Gewinner der Konstrukteursmeisterschaft.

## Änderungen 2002

### Reglement
Zu Beginn der Saison wurden keine Änderungen des Reglements durchgeführt, was es u. a. Ferrari erlaubte, die ersten Saisonrennen noch mit dem im Vorjahr erfolgreichen Fahrzeug F2001 zu bestreiten. Entwicklungen innerhalb der Saison führten allerdings dazu, dass nach der Saison eine Stallorder untersagt wurde.

### Rennstrecken
Der Rennkalender blieb gegenüber 2001 weitestgehend unverändert, einzig der Große Preis von Frankreich und der Große Preis von Großbritannien tauschten ihre Plätze.
Der Hockenheimring, Austragungsort des Großen Preises von Deutschland, wurde nach dem Rennen von 2001 umfassend umgebaut: Lediglich die Streckenführung um die Zielgerade und das „Motodrom“ blieb erhalten, während der Rest der Strecke gänzlich neu gebaut wurde. Der traditionelle Streckenverlauf mit den Waldgeraden war damit passé.
Auch der Nürburgring, auf dem wie in den Vorjahren der Große Preis von Europa stattfand, wurde umgebaut und um den Streckenabschnitt „Mercedes-Arena“ erweitert.

### Teams
Der Automobilhersteller Toyota brachte nach langer und ausgiebiger Vorbereitung mit Toyota Racing einen eigenen Rennstall an den Start.
Das vormalige Benetton-Team, das bereits im März 2000 vom französischen Automobilkonzern Renault erworben worden war, trat ab 2002 unter dem Namen Renault F1 Team an.
Das Formel-1-Team Prost war nach der Saison 2001 insolvent und beendete sein Formel-1-Engagement damit. Der von Arrows unterstützte britische Rennstall Phoenix Finance versuchte, mit Prost-Chassis und älteren Hart-Motoren an der Saison 2002 teilzunehmen, erhielt aber keine Zulassung.

### Motoren
Minardi gab die eigens weiterentwickelten Ford-Motoren auf und verwendete stattdessen die ursprünglich von Peugeot entwickelten Asiatech-Motoren, die im Vorjahr bei Arrows gelaufen waren. Arrows ließ sich dagegen mit Cosworth-Motoren ausrüsten, die das Ford-eigene Jaguar-Team in diesem Jahr erstmals an Kundenteams weitergab.

### Reifen
McLaren wechselte von Bridgestone- auf Michelin-Reifen. Toyota als neuer Wettbewerber griff ebenfalls auf Reifen von Michelin zurück.

### Fahrer
Mika Häkkinen beendete am Ende der Saison 2001 seine Formel-1-Karriere. Häkkinens Platz bei McLaren übernahm Kimi Räikkönen, der bisher für Sauber gestartet war. Räikkönens Platz wurde bei Sauber durch Felipe Massa übernommen, der damit seine erste Formel-1-Saison bestritt. Jarno Trulli und Giancarlo Fisichella tauschten die Cockpits: Trulli startete ab der Saison 2002 für Renault, während Fisichella für Jordan antrat. Der zweite Startplatz bei Jordan wurde vom Formel-1-Neuling Takuma Satō übernommen. Der zweite bisherige Jordan-Pilot Heinz-Harald Frentzen wechselte zu Arrows.
Der bisher für Arrows startende Jos Verstappen sowie die bisherigen Minardi-Piloten Tarso Marques und Fernando Alonso bekamen in der Saison 2002 keinen neuen Formel-1-Rennstall. Alonso wurde 2002 Testfahrer für das Renault-Team. Die bisherigen Prost-Piloten Jean Alesi und Gastón Mazzacane beendeten ihre Formel-1-Karrieren. Neu im Starterfeld der Grand Prix waren Mark Webber für Minardi und Allan McNish sowie nach einem Jahr Pause Mika Salo für Toyota.

## Teams und Fahrer
| Bild                                       | Team                       | Chassis                      | Motor                 | Reifen | Nr. | Stammfahrer           | Rennen      | Test-/ Ersatzfahrer                                        |
| ------------------------------------------ | -------------------------- | ---------------------------- | --------------------- | ------ | --- | --------------------- | ----------- | ---------------------------------------------------------- |
| Ferrari F2002                              | Scuderia Ferrari Marlboro  | Ferrari F2001B Ferrari F2002 | Ferrari 3.0 V10       | B      | 1   | Michael Schumacher    | 1–17        | Luca Badoer Luciano Burti                                  |
| Ferrari F2002                              | Scuderia Ferrari Marlboro  | Ferrari F2001B Ferrari F2002 | Ferrari 3.0 V10       | B      | 2   | Rubens Barrichello    | 1–17        | Luca Badoer Luciano Burti                                  |
| McLaren MP4-17                             | West McLaren Mercedes      | McLaren MP4-17               | Mercedes-Benz 3.0 V10 | M      | 3   | David Coulthard       | 1–17        | Jean Alesi Alexander Wurz                                  |
| McLaren MP4-17                             | West McLaren Mercedes      | McLaren MP4-17               | Mercedes-Benz 3.0 V10 | M      | 4   | Kimi Räikkönen        | 1–17        | Jean Alesi Alexander Wurz                                  |
| Williams FW24                              | BMW WilliamsF1 Team        | Williams FW24                | BMW 3.0 V10           | M      | 5   | Ralf Schumacher       | 1–17        | Marc Gené Giorgio Pantano Antonio Pizzonia                 |
| Williams FW24                              | BMW WilliamsF1 Team        | Williams FW24                | BMW 3.0 V10           | M      | 6   | Juan Pablo Montoya    | 1–17        | Marc Gené Giorgio Pantano Antonio Pizzonia                 |
| Sauber C21 (in Lackierung der Saison 2003) | Sauber Petronas            | Sauber C21                   | Petronas 3.0 V10      | B      | 7   | Nick Heidfeld         | 1–17        | Neel Jani Jos Verstappen                                   |
| Sauber C21 (in Lackierung der Saison 2003) | Sauber Petronas            | Sauber C21                   | Petronas 3.0 V10      | B      | 8   | Felipe Massa          | 1–15, 17    | Neel Jani Jos Verstappen                                   |
| Sauber C21 (in Lackierung der Saison 2003) | Sauber Petronas            | Sauber C21                   | Petronas 3.0 V10      | B      | 8   | Heinz-Harald Frentzen | 16          | Neel Jani Jos Verstappen                                   |
| Jordan EJ12                                | DHL Jordan Honda           | Jordan EJ12                  | Honda 3.0 V10         | B      | 9   | Giancarlo Fisichella  | 1–17        | Ricardo Zonta                                              |
| Jordan EJ12                                | DHL Jordan Honda           | Jordan EJ12                  | Honda 3.0 V10         | B      | 10  | Takuma Satō           | 1–17        | Ricardo Zonta                                              |
| BAR 004                                    | Lucky Strike BAR Honda     | BAR 004                      | Honda 3.0 V10         | B      | 11  | Jacques Villeneuve    | 1–17        | Anthony Davidson Ryō Fukuda Patrick Lemarié Darren Manning |
| BAR 004                                    | Lucky Strike BAR Honda     | BAR 004                      | Honda 3.0 V10         | B      | 12  | Olivier Panis         | 1–17        | Anthony Davidson Ryō Fukuda Patrick Lemarié Darren Manning |
| Renault R202                               | Mild Seven Renault F1 Team | Renault R202                 | Renault 3.0 V10       | M      | 14  | Jarno Trulli          | 1–17        | Fernando Alonso                                            |
| Renault R202                               | Mild Seven Renault F1 Team | Renault R202                 | Renault 3.0 V10       | M      | 15  | Jenson Button         | 1–17        | Fernando Alonso                                            |
| Jaguar R3                                  | Jaguar Racing              | Jaguar R3 Jaguar R3B         | Ford Cosworth 3.0 V10 | M      | 16  | Eddie Irvine          | 1–17        | James Courtney André Lotterer                              |
| Jaguar R3                                  | Jaguar Racing              | Jaguar R3 Jaguar R3B         | Ford Cosworth 3.0 V10 | M      | 17  | Pedro de la Rosa      | 1–17        | James Courtney André Lotterer                              |
| Arrows A23                                 | Orange Arrows Cosworth     | Arrows A23                   | Ford Cosworth 3.0 V10 | B      | 20  | Heinz-Harald Frentzen | 1–12        | —                                                          |
| Arrows A23                                 | Orange Arrows Cosworth     | Arrows A23                   | Ford Cosworth 3.0 V10 | B      | 21  | Enrique Bernoldi      | 1–12        | —                                                          |
| Minardi PS02                               | KL Minardi Asiatech        | Minardi PS02                 | Asiatech 3.0 V10      | M      | 22  | Alex Yoong            | 1–12, 15–17 | Matteo Bobbi Jirko Malchárek Tarso Marques Sergei Slobin   |
| Minardi PS02                               | KL Minardi Asiatech        | Minardi PS02                 | Asiatech 3.0 V10      | M      | 22  | Anthony Davidson      | 13, 14      | Matteo Bobbi Jirko Malchárek Tarso Marques Sergei Slobin   |
| Minardi PS02                               | KL Minardi Asiatech        | Minardi PS02                 | Asiatech 3.0 V10      | M      | 23  | Mark Webber           | 1–17        | Matteo Bobbi Jirko Malchárek Tarso Marques Sergei Slobin   |
| Toyota TF102                               | Panasonic Toyota Racing    | Toyota TF102                 | Toyota 3.0 V10        | M      | 24  | Mika Salo             | 1–17        | Ryan Briscoe Stéphane Sarrazin                             |
| Toyota TF102                               | Panasonic Toyota Racing    | Toyota TF102                 | Toyota 3.0 V10        | M      | 25  | Allan McNish          | 1–17        | Ryan Briscoe Stéphane Sarrazin                             |

## Rennkalender
| Nr. | Datum         | Grand Prix (Strecke)         | Distanz (km) | Sieger                             | Zweiter                            | Dritter                            | Pole- Position                    | Schnellste Rennrunde               | Gesamtführender Fahrer       | Gesamtführender Konstrukteur |
| --- | ------------- | ---------------------------- | ------------ | ---------------------------------- | ---------------------------------- | ---------------------------------- | --------------------------------- | ---------------------------------- | ---------------------------- | ---------------------------- |
| 01  | 3. März       | Australien (Melbourne)       | 307,574      | Michael Schumacher (Ferrari)       | Juan Pablo Montoya (Williams-BMW)  | Kimi Räikkönen (McLaren-Mercedes)  | Rubens Barrichello (Ferrari)      | Kimi Räikkönen (McLaren-Mercedes)  | Michael Schumacher (Ferrari) | Ferrari                      |
| 02  | 17. März      | Malaysia (Sepang)            | 310,408      | Ralf Schumacher (Williams-BMW)     | Juan Pablo Montoya (Williams-BMW)  | Michael Schumacher (Ferrari)       | Michael Schumacher (Ferrari)      | Juan Pablo Montoya (Williams-BMW)  | Michael Schumacher (Ferrari) | Williams-BMW                 |
| 03  | 31. März      | Brasilien (São Paulo)        | 305,909      | Michael Schumacher (Ferrari)       | Ralf Schumacher (Williams-BMW)     | David Coulthard (McLaren-Mercedes) | Juan Pablo Montoya (Williams-BMW) | Juan Pablo Montoya (Williams-BMW)  | Michael Schumacher (Ferrari) | Williams-BMW                 |
| 04  | 14. April     | San Marino (Imola)           | 305,609      | Michael Schumacher (Ferrari)       | Rubens Barrichello (Ferrari)       | Ralf Schumacher (Williams-BMW)     | Michael Schumacher (Ferrari)      | Rubens Barrichello (Ferrari)       | Michael Schumacher (Ferrari) | Ferrari                      |
| 05  | 28. April     | Spanien (Montmeló)           | 307,323      | Michael Schumacher (Ferrari)       | Juan Pablo Montoya (Williams-BMW)  | David Coulthard (McLaren-Mercedes) | Michael Schumacher (Ferrari)      | Michael Schumacher (Ferrari)       | Michael Schumacher (Ferrari) | Ferrari                      |
| 06  | 12. Mai       | Österreich (Spielberg)       | 307,146      | Michael Schumacher (Ferrari)       | Rubens Barrichello (Ferrari)       | Juan Pablo Montoya (Williams-BMW)  | Rubens Barrichello (Ferrari)      | Michael Schumacher (Ferrari)       | Michael Schumacher (Ferrari) | Ferrari                      |
| 07  | 26. Mai       | Monaco (Monte Carlo)         | 262,860      | David Coulthard (McLaren-Mercedes) | Michael Schumacher (Ferrari)       | Ralf Schumacher (Williams-BMW)     | Juan Pablo Montoya (Williams-BMW) | Rubens Barrichello (Ferrari)       | Michael Schumacher (Ferrari) | Ferrari                      |
| 08  | 9. Juni       | Kanada (Montréal)            | 305,270      | Michael Schumacher (Ferrari)       | David Coulthard (McLaren-Mercedes) | Rubens Barrichello (Ferrari)       | Juan Pablo Montoya (Williams-BMW) | Juan Pablo Montoya (Williams-BMW)  | Michael Schumacher (Ferrari) | Ferrari                      |
| 09  | 23. Juni      | Europa (Nürburg)             | 308,863      | Rubens Barrichello (Ferrari)       | Michael Schumacher (Ferrari)       | Kimi Räikkönen (McLaren-Mercedes)  | Juan Pablo Montoya (Williams-BMW) | Michael Schumacher (Ferrari)       | Michael Schumacher (Ferrari) | Ferrari                      |
| 10  | 7. Juli       | Großbritannien (Silverstone) | 308,355      | Michael Schumacher (Ferrari)       | Rubens Barrichello (Ferrari)       | Juan Pablo Montoya (Williams-BMW)  | Juan Pablo Montoya (Williams-BMW) | Rubens Barrichello (Ferrari)       | Michael Schumacher (Ferrari) | Ferrari                      |
| 11  | 21. Juli      | Frankreich (Magny-Cours)     | 305,886      | Michael Schumacher (Ferrari)       | Kimi Räikkönen (McLaren-Mercedes)  | David Coulthard (McLaren-Mercedes) | Juan Pablo Montoya (Williams-BMW) | David Coulthard (McLaren-Mercedes) | Michael Schumacher (Ferrari) | Ferrari                      |
| 12  | 28. Juli      | Deutschland (Hockenheim)     | 306,458      | Michael Schumacher (Ferrari)       | Juan Pablo Montoya (Williams-BMW)  | Ralf Schumacher (Williams-BMW)     | Michael Schumacher (Ferrari)      | Michael Schumacher (Ferrari)       | Michael Schumacher (Ferrari) | Ferrari                      |
| 13  | 18. August    | Ungarn (Mogyoród)            | 306,075      | Rubens Barrichello (Ferrari)       | Michael Schumacher (Ferrari)       | Ralf Schumacher (Williams-BMW)     | Rubens Barrichello (Ferrari)      | Michael Schumacher (Ferrari)       | Michael Schumacher (Ferrari) | Ferrari                      |
| 14  | 1. September  | Belgien (Spa-Francorchamps)  | 306,592      | Michael Schumacher (Ferrari)       | Rubens Barrichello (Ferrari)       | Juan Pablo Montoya (Williams-BMW)  | Michael Schumacher (Ferrari)      | Michael Schumacher (Ferrari)       | Michael Schumacher (Ferrari) | Ferrari                      |
| 15  | 15. September | Italien (Monza)              | 306,720      | Rubens Barrichello (Ferrari)       | Michael Schumacher (Ferrari)       | Eddie Irvine (Jaguar-Cosworth)     | Juan Pablo Montoya (Williams-BMW) | Rubens Barrichello (Ferrari)       | Michael Schumacher (Ferrari) | Ferrari                      |
| 16  | 29. September | USA (Indianapolis)           | 306,016      | Rubens Barrichello (Ferrari)       | Michael Schumacher (Ferrari)       | David Coulthard (McLaren-Mercedes) | Michael Schumacher (Ferrari)      | Rubens Barrichello (Ferrari)       | Michael Schumacher (Ferrari) | Ferrari                      |
| 17  | 13. Oktober   | Japan (Suzuka)               | 307,317      | Michael Schumacher (Ferrari)       | Rubens Barrichello (Ferrari)       | Kimi Räikkönen (McLaren-Mercedes)  | Michael Schumacher (Ferrari)      | Michael Schumacher (Ferrari)       | Michael Schumacher (Ferrari) | Ferrari                      |

## Rennberichte

### Großer Preis von Australien
| Platz | Fahrer             | Team             | Zeit        |
| ----- | ------------------ | ---------------- | ----------- |
| 1     | Michael Schumacher | Ferrari          | 1:35:36,792 |
| 2     | Juan Pablo Montoya | Williams-BMW     | + 18,628    |
| 3     | Kimi Räikkönen     | McLaren-Mercedes | + 25,067    |
| 4     | Eddie Irvine       | Jaguar-Cosworth  | + 1 Runde   |
| 5     | Mark Webber        | Minardi-Asiatech | + 1 Runde   |
| 6     | Mika Salo          | Toyota           | + 2 Runden  |

Der Große Preis von Australien auf dem Albert Park Circuit in Melbourne fand am 3. März 2002 statt und ging über 58 Runden (307,574 km).
Rubens Barrichello erreichte vor Michael und Ralf Schumacher die Pole-Position. Durch einen Unfall von Ralf Schumacher mit Barrichello in der ersten Runde, konnte Michael Schumacher seine Führung unbedrängt behaupten.
Direkt nach dem Start fielen Giancarlo Fisichella, Felipe Massa, Nick Heidfeld, Jenson Button, Olivier Panis und Allan McNish durch eine Kollision aus. In der achten Runde drehte sich Jarno Trulli wegen Öl auf der Strecke aus dem Rennen. Später musste auch David Coulthard, Jacques Villeneuve und Takuma Satō jeweils wegen technischen Problemen das Rennen frühzeitig beenden.
Mark Webber konnte in seinem ersten Rennen im unterlegenen Minardi Punkte holen. Mit dem sechsten Platz von Mika Salo debütierte auch das neue Toyota-Team mit einer Punktplatzierung.

### Großer Preis von Malaysia
| Platz | Fahrer             | Team            | Zeit        |
| ----- | ------------------ | --------------- | ----------- |
| 1     | Ralf Schumacher    | Williams-BMW    | 1:34:12,912 |
| 2     | Juan Pablo Montoya | Williams-BMW    | + 39,699    |
| 3     | Michael Schumacher | Ferrari         | + 1:01,794  |
| 4     | Jenson Button      | Renault         | + 1:09,766  |
| 5     | Nick Heidfeld      | Sauber-Petronas | + 1 Runde   |
| 6     | Felipe Massa       | Sauber-Petronas | + 1 Runde   |

Der Große Preis von Malaysia auf dem Sepang International Circuit in Kuala Lumpur fand am 17. März 2002 statt und ging über 56 Runden à 5,543 km über insgesamt 310,408 km.
Die Pole-Position erreichte Michael Schumacher vor Juan Pablo Montoya und Rubens Barrichello. Schumacher und Montoya kollidierten aber bereits kurz nach dem Start. Schumacher musste zum Wechsel des Frontflügels in die Box und fiel auf den letzten Platz zurück. Montoya konnte von Platz acht weiterfahren. Die Rennleitung sah in Montoya den Unfallverursacher und belegte ihn mit einer Boxengassendurchfahrt-Strafe.
Von diesem Unfall profitierten Barrichello und Ralf Schumacher, die nun die Führung übernahmen. Da Barrichello später mit einem Motorschaden ausfiel, konnte Ralf das Rennen gewinnen. Montoya fuhr in 1:38,049 Minuten die schnellste Rennrunde.

### Großer Preis von Brasilien
| Platz | Fahrer             | Team             | Zeit        |
| ----- | ------------------ | ---------------- | ----------- |
| 1     | Michael Schumacher | Ferrari          | 1:31:43,663 |
| 2     | Ralf Schumacher    | Williams-BMW     | + 0,558     |
| 3     | David Coulthard    | McLaren-Mercedes | + 59,109    |
| 4     | Jenson Button      | Renault          | + 1:06,883  |
| 5     | Juan Pablo Montoya | Williams-BMW     | + 1:07,563  |
| 6     | Mika Salo          | Toyota           | + 1 Runde   |

Der Große Preis von Brasilien auf der Rennstrecke Interlagos in São Paulo fand am 31. März 2002 statt und ging über 71 Runden à 4,309 km über insgesamt 305,909 km.
Juan Pablo Montoya sicherte sich vor Michael Schumacher und Ralf Schumacher den ersten Startplatz. Beim Start überholte Michael Schumacher Montoya. Montoya versuche zu kontern und fuhr von hinten in den Ferrari von Schumacher, so dass in der Box ein neuer Frontflügel montiert werden musste und Montoyas Chance auf den Sieg verloren war. In der 60ten Rennrunde fuhr Montoya dennoch die schnellste Rennrunde in 1:16,079 Minuten.
In der Folge lieferten sich Michael und Ralf Schumacher ein enges Rennen, das von Michael Schumacher gewonnen werden konnte. Heidfeld, Trulli, Panis, Frentzen, Bernoldi, Barrichello und Fisichella fielen aufgrund von technischen Defekten aus. Massa und McNish konnten aufgrund von Unfällen das Rennen nicht beenden. Villeneuve und Räikkönen komplettierten die Liste der Ausfälle, kamen jedoch noch in die Wertung.

### Großer Preis von San Marino
| Platz | Fahrer             | Team             | Zeit        |
| ----- | ------------------ | ---------------- | ----------- |
| 1     | Michael Schumacher | Ferrari          | 1:29:10,789 |
| 2     | Rubens Barrichello | Ferrari          | + 17,907    |
| 3     | Ralf Schumacher    | Williams-BMW     | + 19,755    |
| 4     | Juan Pablo Montoya | Williams-BMW     | + 44,725    |
| 5     | Jenson Button      | Renault          | + 1:23,395  |
| 6     | David Coulthard    | McLaren-Mercedes | + 1 Runde   |

Der Große Preis von San Marino auf dem Autodromo Enzo e Dino Ferrari in Imola fand am 14. April 2002 statt und ging über 62 Runden à 4,943 km über insgesamt 306,466 km.
Michael Schumacher erreichte vor Rubens Barrichello und Ralf Schumacher die Pole-Position. Ralf Schumacher konnte beim Start Barrichello überholen. Beim ersten Boxenstopp gelang es Barrichello den zweiten Platz zurückzuerobern, so dass die Podiumsplätze schließlich der Reihenfolge in der Startaufstellung entsprachen.
Barrichello fuhr in 1:24,170 Minuten die schnellste Rennrunde.

### Großer Preis von Spanien
| Platz | Fahrer                | Team             | Zeit        |
| ----- | --------------------- | ---------------- | ----------- |
| 1     | Michael Schumacher    | Ferrari          | 1:30:29,981 |
| 2     | Juan Pablo Montoya    | Williams-BMW     | + 35,630    |
| 3     | David Coulthard       | McLaren-Mercedes | + 42,623    |
| 4     | Nick Heidfeld         | Sauber-Petronas  | + 1:06,697  |
| 5     | Felipe Massa          | Sauber-Petronas  | + 1:18,973  |
| 6     | Heinz-Harald Frentzen | Arrows-Cosworth  | + 1:20,430  |

Der Große Preis von Spanien auf dem Circuit de Catalunya in Barcelona fand am 28. April 2002 statt und ging über 65 Runden über insgesamt 307,323 km.
Erneut belegten Michael Schumacher vor Rubens Barrichello und Ralf Schumacher die ersten drei Startplätze. Barrichello musste bereits nach der Aufwärmrunde mit technischen Problemen aufgeben. Ralf Schumacher kam ebenfalls wegen technischen Problemen nicht ins Ziel, so dass in Spanien der Weg für Montoya und Coulthard auf das Podium frei wurde.
Michael Schumacher, der einen ungefährdeten Sieg einfuhr, erreichte in 1:20,355 Minuten außerdem die schnellste Rennrunde.

### Großer Preis von Österreich
| Platz | Fahrer               | Team             | Zeit        |
| ----- | -------------------- | ---------------- | ----------- |
| 1     | Michael Schumacher   | Ferrari          | 1:33:51,562 |
| 2     | Rubens Barrichello   | Ferrari          | + 0,182     |
| 3     | Juan Pablo Montoya   | Williams-BMW     | + 17,730    |
| 4     | Ralf Schumacher      | Williams-BMW     | + 18,448    |
| 5     | Giancarlo Fisichella | Jordan-Honda     | + 49,965    |
| 6     | David Coulthard      | McLaren-Mercedes | + 50,672    |

Der Große Preis von Österreich auf dem A1-Ring in Spielberg fand am 12. Mai 2002 statt und ging über 71 Runden über insgesamt 307,146 km.
Die vorderen Startplätze wurden von Rubens Barrichello, Ralf Schumacher und Michael Schumacher belegt. Barrichello konnte seine Pole-Position in eine souveräne Führung umsetzen und dominierte das Rennen.
In der letzten Runde ließ er auf Geheiß seines Teams kurz vor der Ziellinie seinen Teamkollegen Schumacher passieren, um ihm den Sieg zu überlassen. Die Zuschauer reagierten verärgert und pfiffen den aus ihrer Sicht falschen Rennsieger aus. Schumacher selbst überließ daraufhin bei der Siegerehrung Barrichello das oberste Podest.
Das Rennen wurde zudem von einem schweren Unfall zwischen Takuma Satō und Nick Heidfeld überschattet. Heidfeld verlor beim Anbremsen in die zweite Kurve die Kontrolle über sein Auto und kollidierte mit dem Jordan Satōs. Beide Fahrzeuge wurden durch den Zusammenstoß ins Kiesbett katapultiert.

### Großer Preis von Monaco
| Platz | Fahrer                | Team             | Zeit        |
| ----- | --------------------- | ---------------- | ----------- |
| 1     | David Coulthard       | McLaren-Mercedes | 1:45:39,055 |
| 2     | Michael Schumacher    | Ferrari          | + 1,050     |
| 3     | Ralf Schumacher       | Williams-BMW     | + 1:17,450  |
| 4     | Jarno Trulli          | Renault          | + 1 Runde   |
| 5     | Giancarlo Fisichella  | Jordan-Honda     | + 1 Runde   |
| 6     | Heinz-Harald Frentzen | Arrows-Cosworth  | + 1 Runde   |

Der Große Preis von Monaco in Monte Carlo fand am 26. Mai 2002 statt und ging über 78 Runden über insgesamt 262,860 km.
Die Pole-Position ging an Juan Pablo Montoya vor David Coulthard sowie Michael und Ralf Schumacher. Coulthard konnte Montoya mit einem ausgezeichneten Start direkt zu Beginn überholen. Nachdem Montoya in der 47. Runde mit Motorschaden ausgefallen war, war der Weg auf die beiden übrigen Podiumsplätze frei für die Schumacher-Brüder.
Rubens Barrichello fuhr in 1:18,023 Minuten die schnellste Rennrunde, konnte jedoch insgesamt nur den siebten Platz erreichen.

### Großer Preis von Kanada
| Platz | Fahrer               | Team             | Zeit        |
| ----- | -------------------- | ---------------- | ----------- |
| 1     | Michael Schumacher   | Ferrari          | 1:33:36,111 |
| 2     | David Coulthard      | McLaren-Mercedes | + 1,132     |
| 3     | Rubens Barrichello   | Ferrari          | + 7,082     |
| 4     | Kimi Räikkönen       | McLaren-Mercedes | + 37,563    |
| 5     | Giancarlo Fisichella | Jordan-Honda     | + 49,965    |
| 6     | Jarno Trulli         | Renault          | + 48,947    |

Der Große Preis von Kanada auf dem Circuit Gilles-Villeneuve in Montreal fand am 9. Juni 2002 statt und ging über 70 Runden über insgesamt 305,270 km.
Montoya erreichte vor den Ferrari-Piloten Schumacher und Barrichello die Pole-Position. Er verlor die Führung, da er aufgrund von Problemen mit der Bremsbalance, bereits in der 14. Runde zum Reifenwechseln einen Boxenstopp einlegen musste. Lange Zeit rangierte er auf dem zweiten Platz, bis er mit Motorschaden in der 57. Runde ausfiel. Vorher fuhr er noch in 1:15,960 Minuten die schnellste Rennrunde.
Nachdem Montoya zurückgefallen war, war der Weg für den Sieg von Michael Schumacher frei, der damit den 150. Ferrari-Sieg bei einem Formel-1-Rennen einfuhr.
Coulthard konnte bereits beim Start seine Platzierung um zwei Ränge auf Platz sechs verbessern. Nach einem späten Boxenstopp in der 49. Runde verdrängte er Barrichello vom zweiten Platz und gab diesen bis zum Ziel nicht mehr ab.

### Großer Preis von Europa
| Platz | Fahrer             | Team             | Zeit        |
| ----- | ------------------ | ---------------- | ----------- |
| 1     | Rubens Barrichello | Ferrari          | 1:35:07,426 |
| 2     | Michael Schumacher | Ferrari          | + 0,294     |
| 3     | Kimi Räikkönen     | McLaren-Mercedes | + 46,435    |
| 4     | Ralf Schumacher    | Williams-BMW     | + 1:06,963  |
| 5     | Jenson Button      | Renault          | + 1:16,943  |
| 6     | Felipe Massa       | Sauber-Petronas  | + 1 Runde   |

Der Große Preis von Europa auf dem Nürburgring fand am 23. Juni 2002 statt und ging über 60 Runden über insgesamt 308,743 km.
Die erste Startreihe wurde von den Williams-BMW Fahrern Juan Pablo Montoya und Ralf Schumacher belegt. Ralf Schumacher konnte diesen Startplatz in einen vierten Platz im Ziel umsetzen. Montoya kollidierte in der 27. Runde mit Coulthard. Beide Fahrer fielen damit vorzeitig aus.
Michael Schumacher fuhr in 1:32,226 Minuten die schnellste Rennrunde und wurde schließlich hinter dem Sieger Rubens Barrichello Zweiter.

### Großer Preis von Großbritannien
| Platz | Fahrer             | Team            | Zeit        |
| ----- | ------------------ | --------------- | ----------- |
| 1     | Michael Schumacher | Ferrari         | 1:31:45,015 |
| 2     | Rubens Barrichello | Ferrari         | + 14,578    |
| 3     | Juan Pablo Montoya | Williams-BMW    | + 31,661    |
| 4     | Jacques Villeneuve | BAR-Honda       | + 1 Runde   |
| 5     | Olivier Panis      | BAR-Honda       | + 1 Runde   |
| 6     | Nick Heidfeld      | Sauber-Petronas | + 1 Runde   |

Der Große Preis von Großbritannien auf dem Silverstone Circuit nahe Silverstone fand am 7. Juli 2002 statt und ging über 60 Runden über insgesamt 308,356 km.
Juan Pablo Montoya hatte vor Rubens Barrichello und Michael Schumacher die Pole-Position für sich entschieden.
Der Sieg im Rennen ging bei nassen Bedingungen an Michael Schumacher, der damit seinen 60. Grand-Prix-Sieg einfahren konnte.
Der Zweitplatzierte Barrichello fuhr in 1:23,083 Minuten die schnellste Rennrunde.

### Großer Preis von Frankreich
| Platz | Fahrer             | Team             | Zeit        |
| ----- | ------------------ | ---------------- | ----------- |
| 1     | Michael Schumacher | Ferrari          | 1:32:09,837 |
| 2     | Kimi Räikkönen     | McLaren-Mercedes | + 1,105     |
| 3     | David Coulthard    | McLaren-Mercedes | + 31,976    |
| 4     | Juan Pablo Montoya | Williams-BMW     | + 40,676    |
| 5     | Ralf Schumacher    | Williams-BMW     | + 41,773    |
| 6     | Jenson Button      | Renault          | + 1 Runde   |

Der Große Preis von Frankreich auf dem Circuit de Nevers Magny-Cours fand am 21. Juli 2002 statt und ging über 72 Runden über insgesamt 305,886 km.
Die Pole-Position ging erneut an Juan Pablo Montoya. Die Startplätze zwei und drei belegten die Ferrari-Piloten Schumacher und Barrichello.
Michael Schumacher gewann das Rennen knapp vor Kimi Räikkönen und konnte sich damit vorzeitig seinen fünften Fahrer-WM-Titel sichern.
David Coulthard fuhr in 1:15,045 Minuten die schnellste Rennrunde.
Eine Kuriosität bot der von der Pleite bedrohte Rennstall Arrows, der vorsätzlich mit beiden Autos die Qualifikation zum Rennen verpasste, um so den Geldforderungen diverser Gläubiger zu entgehen.
Giancarlo Fisichella nahm aufgrund eines Trainingsunfalls nicht am Rennen teil.

### Großer Preis von Deutschland
| Platz | Fahrer             | Team             | Zeit        |
| ----- | ------------------ | ---------------- | ----------- |
| 1     | Michael Schumacher | Ferrari          | 1:27:52,078 |
| 2     | Juan Pablo Montoya | Williams-BMW     | + 10,503    |
| 3     | Ralf Schumacher    | Williams-BMW     | + 14,466    |
| 4     | Rubens Barrichello | Ferrari          | + 23,195    |
| 5     | David Coulthard    | McLaren-Mercedes | + 1 Runde   |
| 6     | Nick Heidfeld      | Sauber-Petronas  | + 1 Runde   |

Der Große Preis von Deutschland auf dem Hockenheimring in Hockenheim fand am 28. Juli 2002 statt und ging über 67 Runden über insgesamt 306,458 km.
Die ersten beiden Startplätze wurden von Michael und Ralf Schumacher eingenommen, gefolgt von Michaels Teamkollegen Barrichello und Ralfs Teamkollegen Montoya. Diese vier Fahrer bestimmten auch maßgeblich den Rennverlauf.
In 1:16,462 Minuten fuhr Michael Schumacher die schnellste Rennrunde. 12 der gestarteten 21 Fahrer konnten das Rennen, überwiegend aufgrund von technischen Problemen, nicht beenden.
Nach diesem Rennen meldete der Rennstall Arrows Konkurs an.

### Großer Preis von Ungarn
| Platz | Fahrer               | Team             | Zeit        |
| ----- | -------------------- | ---------------- | ----------- |
| 1     | Rubens Barrichello   | Ferrari          | 1:41:49,001 |
| 2     | Michael Schumacher   | Ferrari          | + 0,434     |
| 3     | Ralf Schumacher      | Williams-BMW     | + 13,355    |
| 4     | Kimi Räikkönen       | McLaren-Mercedes | + 29,479    |
| 5     | David Coulthard      | McLaren-Mercedes | + 37,800    |
| 6     | Giancarlo Fisichella | Jordan-Honda     | + 1:08,804  |

Der Große Preis von Ungarn auf dem Hungaroring in Budapest fand am 18. August 2002 statt und ging über 77 Runden über insgesamt 306,075 km.
Rubens Barrichello erreichte vor Michael und Ralf Schumacher im Qualifying die Pole-Position. Am Ende des Rennens standen die Fahrer in der gleichen Reihenfolge bei der Siegerehrung auf dem Podium. Michael Schumacher fuhr in 1:16.207 Minuten die schnellste Rennrunde.
Von den 20 gestarteten Fahrern – Arrows war zwar mit Frentzen und Bernoldi zwar gemeldet, zog jedoch vor dem Start die Meldung zurück – kamen 16 Fahrer ins Ziel. Button und Davidson fielen aufgrund von Fahrfehlern aus, Irvine und Villeneuve konnten das Rennen wegen technischen Defekten nicht beenden.

### Großer Preis von Belgien
| Platz | Fahrer             | Team             | Zeit        |
| ----- | ------------------ | ---------------- | ----------- |
| 1     | Michael Schumacher | Ferrari          | 1:21:20,634 |
| 2     | Rubens Barrichello | Ferrari          | + 1,977     |
| 3     | Juan Pablo Montoya | Williams-BMW     | + 18,445    |
| 4     | David Coulthard    | McLaren-Mercedes | + 19,357    |
| 5     | Ralf Schumacher    | Williams-BMW     | + 56,440    |
| 6     | Eddie Irvine       | Jaguar-Cosworth  | + 1:17,370  |

Der Große Preis von Belgien in Spa-Francorchamps fand am 1. September 2002 statt und ging über eine Distanz von 44 Runden über insgesamt 306,575 km.
Michael Schumacher erreichte vor Kimi Räikkönen und Rubens Barrichello die Pole-Position. Nachdem Räikkönen in der 35. Runde mit einem Motorschaden ausgefallen war, konnte Ferrari erneut einen Doppelsieg feiern: Schumacher gewann vor Barrichello und Williams-BMW-Pilot Montoya.
Die schnellste Rennrunde fuhr Michael Schumacher in 1:47,176 Minuten in der 15. Runde. Neben Räikkönen fielen mit Panis, Fisichella, Massa, de la Rosa, Trulli, Davidson, Button und Webber acht weitere Fahrer mit technischen Defekten aus.

### Großer Preis von Italien
| Platz | Fahrer             | Team            | Zeit        |
| ----- | ------------------ | --------------- | ----------- |
| 1     | Rubens Barrichello | Ferrari         | 1:16:19,982 |
| 2     | Michael Schumacher | Ferrari         | + 0,255     |
| 3     | Eddie Irvine       | Jaguar-Cosworth | + 52,579    |
| 4     | Jarno Trulli       | Renault         | + 58,219    |
| 5     | Jenson Button      | Renault         | + 1:07,770  |
| 6     | Olivier Panis      | BAR-Honda       | + 1:08,491  |

Der Große Preis von Italien in Monza fand am 15. September 2002 statt und ging über 53 Runden über insgesamt 306,749 km.
Juan Pablo Montoya sicherte sich vor Michael und Ralf Schumacher im Qualifying den ersten Startplatz. In der vierten Rennrunde übernahm Ralf Schumacher die Führung, fiel jedoch bereits kurze Zeit später mit einem Motorschaden aus. Die nächsten Runden führte der lediglich von Platz vier gestartete Barrichello das Rennen an.
Michael Schumacher konnte ab der 20. Rennrunde lediglich für acht Runden das Rennen anführen, danach übernahm erneut Barrichello die Führung und gewann das Rennen. Außerdem fuhr Barrichello auch in 1:23,657 Minuten die schnellste Rennrunde.
Montoya fiel in der 33. Runde aufgrund von Problemen mit der Radaufhängung aus, damit ging der dritte Podiumsplatz an Eddie Irvine.

### Großer Preis der USA
| Platz | Fahrer             | Team             | Zeit        |
| ----- | ------------------ | ---------------- | ----------- |
| 1     | Rubens Barrichello | Ferrari          | 1:31:07,934 |
| 2     | Michael Schumacher | Ferrari          | + 0,011     |
| 3     | David Coulthard    | McLaren-Mercedes | + 7,700     |
| 4     | Juan Pablo Montoya | Williams-BMW     | + 9,911     |
| 5     | Jarno Trulli       | Renault          | + 56,847    |
| 6     | Jacques Villeneuve | BAR-Honda        | + 58,211    |

Der Große Preis der USA in Indianapolis fand am 29. September 2002 statt und ging über 73 Runden über insgesamt 306,016 km.
Michael Schumacher erreichte im Qualifying vor Rubens Barrichello und David Coulthard die Pole-Position. Die schnellste Rennrunde fuhr Barrichello in der 27. Runde in 1:12,735 Minuten.
Das Rennen ging durch die äußerst knappe Zieldurchfahrt der beiden Erstplatzierten in die jüngere F1-Geschichte ein. Michael Schumacher lag während des gesamten Rennens vor seinem Teamkollegen Barrichello in Führung, der ihm stets in Schlagdistanz folgte. Kurz vor Ziellinie ging der Deutsche vom Gas, um absichtlich ein so genanntes „Foto-Finish“ herbeizuführen. Hierbei überholte Barrichello Schumacher unabsichtlich und gewann so das Rennen. Der eigentliche Sieger bezeichnete dies als „Wiedergutmachung“ für den geschenkten Sieg in Österreich.

### Großer Preis von Japan
| Platz | Fahrer             | Team             | Zeit        |
| ----- | ------------------ | ---------------- | ----------- |
| 1     | Michael Schumacher | Ferrari          | 1:26:59,698 |
| 2     | Rubens Barrichello | Ferrari          | + 0,506     |
| 3     | Kimi Räikkönen     | McLaren-Mercedes | + 23,292    |
| 4     | Juan Pablo Montoya | Williams-BMW     | + 36,275    |
| 5     | Takuma Satō        | Jordan-Honda     | + 1:22,694  |
| 6     | Jenson Button      | Renault          | + 1 Runde   |

Der Große Preis von Japan in Suzuka fand am 13. Oktober 2002 statt und ging über 53 Runden über insgesamt 308,317 km.
Die Startaufstellung lautete erneut Michael Schumacher vor Rubens Barrichello und David Coulthard. Im Gegensatz zum vorherigen Rennen konnte Coulthard seinen dritten Startplatz nicht in eine Podiumsposition umsetzen, da er in der 53. Rennrunde mit technischen Problemen ausfiel.
Michael Schumacher fuhr in 1:36,125 Minuten die schnellste Rennrunde. Außerdem gewann er das Rennen nahezu in einem Start-Ziel-Sieg: Er führte das Rennen in 52 von 53 Runden an. Lediglich in der Runde 21 lag die Führung bei Barrichello.

## Qualifyingduelle
| Fahrer               | :       | Fahrer                |
| Ferrari              | Ferrari | Ferrari               |
| -------------------- | ------- | --------------------- |
| Michael Schumacher   | 13:4    | Rubens Barrichello    |
| McLaren-Mercedes     |         |                       |
| David Coulthard      | 7:10    | Kimi Räikkönen        |
| Williams-BMW         |         |                       |
| Ralf Schumacher      | 8:9     | Juan Pablo Montoya    |
| Sauber-Petronas      |         |                       |
| Nick Heidfeld        | 11:5    | Felipe Massa          |
| Nick Heidfeld        | 1:0     | Heinz-Harald Frentzen |
| Jordan-Honda         |         |                       |
| Giancarlo Fisichella | 12:5    | Takuma Satō           |
| BAR-Honda            |         |                       |
| Jacques Villeneuve   | 10:7    | Olivier Panis         |

| Fahrer                | :       | Fahrer           |
| Renault               | Renault | Renault          |
| --------------------- | ------- | ---------------- |
| Jarno Trulli          | 12:5    | Jenson Button    |
| Jaguar-Cosworth       |         |                  |
| Eddie Irvine          | 10:7    | Pedro de la Rosa |
| Arrows-Cosworth       |         |                  |
| Heinz-Harald Frentzen | 11:1    | Enrique Bernoldi |
| Minardi-Asiatech      |         |                  |
| Alex Yoong            | 0:15    | Mark Webber      |
| Anthony Davidson      | 0:2     | Mark Webber      |
| Toyota                |         |                  |
| Mika Salo             | 15:2    | Allan McNish     |

## Weltmeisterschaftswertungen

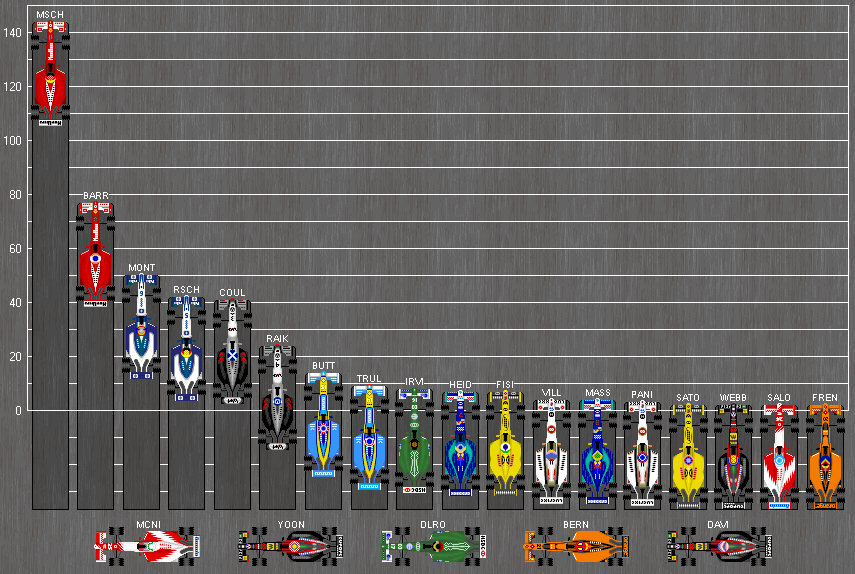
Fahrerwertung der Formel-1-Saison 2002

Weltmeister wird derjenige Fahrer bzw. Konstrukteur, der bis zum Saisonende am meisten Punkte in der Weltmeisterschaft angesammelt hat. Bei der Punkteverteilung werden die Platzierungen im Gesamtergebnis des jeweiligen Rennens berücksichtigt. Die sechs erstplatzierten Fahrer jedes Rennens erhalten Punkte nach folgendem Schema:
| Platz  | 1  | 2 | 3 | 4 | 5 | 6 |
| Punkte | 10 | 6 | 4 | 3 | 2 | 1 |

### Fahrerwertung
| Pos. | Fahrer         | Konstrukteur     |     |     |     |     |     |     |     |     |     |     |     |     |     |     |     |     |     | Punkte |
| 01   | M. Schumacher  | Ferrari          | 1   | 3   | 1   | 1   | 1   | 1   | 2   | 1   | 2   | 1   | 1   | 1   | 2   | 1   | 2   | 2   | 1   | 144    |
| 02   | R. Barrichello | Ferrari          | DNF | DNF | DNF | 2   | DNS | 2   | 7   | 3   | 1   | 2   | DNS | 4   | 1   | 2   | 1   | 1   | 2   | 77     |
| 03   | J. Montoya     | Williams-BMW     | 2   | 2   | 5   | 4   | 2   | 3   | DNF | DNF | DNF | 3   | 4   | 2   | 11  | 3   | DNF | 4   | 4   | 50     |
| 04   | R. Schumacher  | Williams-BMW     | DNF | 1   | 2   | 3   | 11* | 4   | 3   | 7   | 4   | 8   | 5   | 3   | 3   | 5   | DNF | 16  | 11* | 42     |
| 05   | D. Coulthard   | McLaren-Mercedes | DNF | DNF | 3   | 6   | 3   | 6   | 1   | 2   | DNF | 10  | 3   | 5   | 5   | 4   | 7   | 3   | DNF | 41     |
| 06   | K. Räikkönen   | McLaren-Mercedes | 3   | DNF | 12* | DNF | DNF | DNF | DNF | 4   | 3   | DNF | 2   | DNF | 4   | DNF | DNF | DNF | 3   | 24     |
| 07   | J. Button      | Renault          | DNF | 4   | 4   | 5   | 12* | 7   | DNF | 15* | 5   | 12* | 6   | DNF | DNF | DNF | 5   | 8   | 6   | 14     |
| 08   | J. Trulli      | Renault          | DNF | DNF | DNF | 9   | 10* | DNF | 4   | 6   | 8   | DNF | DNF | DNF | 8   | DNF | 4   | 5   | DNF | 9      |
| 09   | E. Irvine      | Jaguar-Cosworth  | 4   | DNF | 7   | DNF | DNF | DNF | 9   | DNF | DNF | DNF | DNF | DNF | DNF | 6   | 3   | 10  | 9   | 8      |
| 10   | N. Heidfeld    | Sauber-Petronas  | DNF | 5   | DNF | 10  | 4   | DNF | 8   | 12  | 7   | 6   | 7   | 6   | 9   | 10  | 10  | 9   | 7   | 7      |
| 11   | G. Fisichella  | Jordan-Honda     | DNF | 13  | DNF | DNF | DNF | 5   | 5   | 5   | DNF | 7   | DNS | DNF | 6   | DNF | 8   | 7   | DNF | 7      |
| 12   | J. Villeneuve  | BAR-Honda        | DNF | 8   | 10* | 7   | 7   | 10* | DNF | DNF | 12  | 4   | DNF | DNF | DNF | 8   | 9   | 6   | DNF | 4      |
| 13   | F. Massa       | Sauber-Petronas  | DNF | 6   | DNF | 8   | 5   | DNF | DNF | 9   | 6   | 9   | DNF | 7   | 7   | DNF | DNF |     | DNF | 4      |
| 14   | O. Panis       | BAR-Honda        | DNF | DNF | DNF | DNF | DNF | DNF | DNF | 8   | 9   | 5   | DNF | DNF | 12  | 12* | 6   | 12  | DNF | 3      |
| 15   | T. Satō        | Jordan-Honda     | DNF | 9   | 9   | DNF | DNF | DNF | DNF | 10  | 16  | DNF | DNF | 8   | 10  | 11  | 12  | 11  | 5   | 2      |
| 16   | M. Webber      | Minardi-Asiatech | 5   | DNF | 11  | 11  | DNS | 12  | 11  | 11  | 15  | DNF | 8   | DNF | 16  | DNF | DNF | DNF | 10  | 2      |
| 17   | M. Salo        | Toyota           | 6   | 12  | 6   | DNF | 9   | 8   | DNF | DNF | DNF | DNF | DNF | 9   | 15  | 7   | 11  | 14  | 8   | 2      |
| 18   | H. Frentzen    | Arrows-Cosworth  | DSQ | 11  | DNF | DNF | 6   | 11  | 6   | 13  | 13  | DNF | DNQ | DNF |     |     |     |     |     | 2      |
| 18   | H. Frentzen    | Sauber-Petronas  |     |     |     |     |     |     |     |     |     |     |     |     |     |     |     | 13  |     | 0      |
| 19   | A. McNish      | Toyota           | DNF | 7   | DNF | DNF | 8   | 9   | DNF | DNF | 14  | DNF | 11* | DNF | 14  | 9   | DNF | 15  | DNS | 0      |
| 20   | A. Yoong       | Minardi-Asiatech | 7   | DNF | 13  | DNQ | DNS | DNF | DNF | 14  | DNF | DNQ | 10  | DNQ |     |     | 13  | DNF | DNF | 0      |
| 21   | P. de la Rosa  | Jaguar-Cosworth  | 8   | 10  | 8   | DNF | DNF | DNF | 10  | DNF | 11  | 11  | 9   | DNF | 13  | DNF | DNF | DNF | DNF | 0      |
| 22   | E. Bernoldi    | Arrows-Cosworth  | DSQ | DNF | DNF | DNF | DNF | DNF | 12  | DNF | 10  | DNF | DNQ | DNF |     |     |     |     |     | 0      |
| —    | A. Davidson    | Minardi-Asiatech |     |     |     |     |     |     |     |     |     |     |     |     | DNF | DNF |     |     |     | 0      |

| Legende  | Legende            | Legende                                                          |
| Farbe    | Abkürzung          | Bedeutung                                                        |
| -------- | ------------------ | ---------------------------------------------------------------- |
| Gold     | –                  | Sieg                                                             |
| Silber   | –                  | 2. Platz                                                         |
| Bronze   | –                  | 3. Platz                                                         |
| Grün     | –                  | Platzierung in den Punkten                                       |
| Blau     | –                  | Klassifiziert außerhalb der Punkteränge                          |
| Violett  | DNF                | Rennen nicht beendet (did not finish)                            |
| Violett  | NC                 | nicht klassifiziert (not classified)                             |
| Rot      | DNQ                | nicht qualifiziert (did not qualify)                             |
| Rot      | DNPQ               | in Vorqualifikation gescheitert (did not pre-qualify)            |
| Schwarz  | DSQ                | disqualifiziert (disqualified)                                   |
| Weiß     | DNS                | nicht am Start (did not start)                                   |
| Weiß     | WD                 | zurückgezogen (withdrawn)                                        |
| Hellblau | PO                 | nur am Training teilgenommen (practiced only)                    |
| Hellblau | TD                 | Freitags-Testfahrer (test driver)                                |
| ohne     | DNP                | nicht am Training teilgenommen (did not practice)                |
| ohne     | INJ                | verletzt oder krank (injured)                                    |
| ohne     | EX                 | ausgeschlossen (excluded)                                        |
| ohne     | DNA                | nicht erschienen (did not arrive)                                |
| ohne     | C                  | Rennen abgesagt (cancelled)                                      |
| ohne     | keine WM-Teilnahme |                                                                  |
| sonstige | P/fett             | Pole-Position                                                    |
| sonstige | 1/2/3/4/5/6/7/8    | Punktplatzierung im Sprint-/Qualifikationsrennen                 |
| sonstige | SR/kursiv          | Schnellste Rennrunde                                             |
| sonstige | *                  | nicht im Ziel, aufgrund der zurückgelegten Distanz aber gewertet |
| sonstige | ()                 | Streichresultate                                                 |
| sonstige | unterstrichen      | Führender in der Gesamtwertung                                   |

### Konstrukteurswertung
| Pos. | Konstrukteur     | Nr. |     |     |     |     |     |     |     |     |     |     |     |     |     |     |     |     |     | Punkte |
| 01   | Ferrari          | 01  | 1   | 3   | 1   | 1   | 1   | 1   | 2   | 1   | 2   | 1   | 1   | 1   | 2   | 1   | 2   | 2   | 1   | 221    |
| 01   | Ferrari          | 02  | DNF | DNF | DNF | 2   | DNS | 2   | 7   | 3   | 1   | 2   | DNS | 4   | 1   | 2   | 1   | 1   | 2   | 221    |
| 02   | Williams-BMW     | 05  | DNF | 1   | 2   | 3   | 11* | 4   | 3   | 7   | 4   | 8   | 5   | 3   | 3   | 5   | DNF | 16  | 11* | 92     |
| 02   | Williams-BMW     | 06  | 2   | 2   | 5   | 4   | 2   | 3   | DNF | DNF | DNF | 3   | 4   | 2   | 11  | 3   | DNF | 4   | 4   | 92     |
| 03   | McLaren-Mercedes | 03  | DNF | DNF | 3   | 6   | 3   | 6   | 1   | 2   | DNF | 10  | 3   | 5   | 5   | 4   | 7   | 3   | DNF | 65     |
| 03   | McLaren-Mercedes | 04  | 3   | DNF | 12* | DNF | DNF | DNF | DNF | 4   | 3   | DNF | 2   | DNF | 4   | DNF | DNF | DNF | 3   | 65     |
| 04   | Renault          | 14  | DNF | DNF | DNF | 9   | 10* | DNF | 4   | 6   | 8   | DNF | DNF | DNF | 8   | DNF | 4   | 5   | DNF | 23     |
| 04   | Renault          | 15  | DNF | 4   | 4   | 5   | 12* | 7   | DNF | 15* | 5   | 12* | 6   | DNF | DNF | DNF | 5   | 8   | 6   | 23     |
| 05   | Sauber-Petronas  | 07  | DNF | 5   | DNF | 10  | 4   | DNF | 8   | 12  | 7   | 6   | 7   | 6   | 9   | 10  | 10  | 9   | 7   | 11     |
| 05   | Sauber-Petronas  | 08  | DNF | 6   | DNF | 8   | 5   | DNF | DNF | 9   | 6   | 9   | DNF | 7   | 7   | DNF | DNF | 13  | DNF | 11     |
| 06   | Jordan-Honda     | 09  | DNF | 13  | DNF | DNF | DNF | 5   | 5   | 5   | DNF | 7   | DNS | DNF | 6   | DNF | 8   | 7   | DNF | 9      |
| 06   | Jordan-Honda     | 10  | DNF | 9   | 9   | DNF | DNF | DNF | DNF | 10  | 16  | DNF | DNF | 8   | 10  | 11  | 12  | 11  | 5   | 9      |
| 07   | Jaguar-Cosworth  | 16  | 4   | DNF | 7   | DNF | DNF | DNF | 9   | DNF | DNF | DNF | DNF | DNF | DNF | 6   | 3   | 10  | 9   | 8      |
| 07   | Jaguar-Cosworth  | 17  | 8   | 10  | 8   | DNF | DNF | DNF | 10  | DNF | 11  | 11  | 9   | DNF | 13  | DNF | DNF | DNF | DNF | 8      |
| 08   | BAR-Honda        | 11  | DNF | 8   | 10  | 7   | 7   | 10  | DNF | DNF | 12  | 4   | DNF | DNF | DNF | 8   | 9   | 6   | DNF | 7      |
| 08   | BAR-Honda        | 12  | DNF | DNF | DNF | DNF | DNF | DNF | DNF | 8   | 9   | 5   | DNF | DNF | 12  | 12  | 6   | 12  | DNF | 7      |
| 09   | Minardi-Asiatech | 22  | 7   | DNF | 13  | DNQ | DNS | DNF | DNF | 14  | DNF | DNQ | 10  | DNQ | DNF | DNF | 13  | DNF | DNF | 2      |
| 09   | Minardi-Asiatech | 23  | 5   | DNF | 11  | 11  | DNS | 12  | 11  | 11  | 15  | DNF | 8   | DNF | 16  | DNF | DNF | DNF | 10  | 2      |
| 10   | Toyota           | 24  | 6   | 12  | 6   | DNF | 9   | 8   | DNF | DNF | DNF | DNF | DNF | 9   | 15  | 7   | 11  | 14  | 8   | 2      |
| 10   | Toyota           | 25  | DNF | 7   | DNF | DNF | 8   | 9   | DNF | DNF | 14  | DNF | 11  | DNF | 14  | 9   | DNF | 15  | DNS | 2      |
| 11   | Arrows-Cosworth  | 20  | DSQ | 11  | DNF | DNF | 6   | 11  | 6   | 13  | 13  | DNF | DNQ | DNF |     |     |     |     |     | 2      |
| 11   | Arrows-Cosworth  | 21  | DSQ | DNF | DNF | DNF | DNF | DNF | 12  | DNF | 10  | DNF | DNQ | DNF |     |     |     |     |     | 2      |

| Legende  | Legende            | Legende                                                          |
| Farbe    | Abkürzung          | Bedeutung                                                        |
| -------- | ------------------ | ---------------------------------------------------------------- |
| Gold     | –                  | Sieg                                                             |
| Silber   | –                  | 2. Platz                                                         |
| Bronze   | –                  | 3. Platz                                                         |
| Grün     | –                  | Platzierung in den Punkten                                       |
| Blau     | –                  | Klassifiziert außerhalb der Punkteränge                          |
| Violett  | DNF                | Rennen nicht beendet (did not finish)                            |
| Violett  | NC                 | nicht klassifiziert (not classified)                             |
| Rot      | DNQ                | nicht qualifiziert (did not qualify)                             |
| Rot      | DNPQ               | in Vorqualifikation gescheitert (did not pre-qualify)            |
| Schwarz  | DSQ                | disqualifiziert (disqualified)                                   |
| Weiß     | DNS                | nicht am Start (did not start)                                   |
| Weiß     | WD                 | zurückgezogen (withdrawn)                                        |
| Hellblau | PO                 | nur am Training teilgenommen (practiced only)                    |
| Hellblau | TD                 | Freitags-Testfahrer (test driver)                                |
| ohne     | DNP                | nicht am Training teilgenommen (did not practice)                |
| ohne     | INJ                | verletzt oder krank (injured)                                    |
| ohne     | EX                 | ausgeschlossen (excluded)                                        |
| ohne     | DNA                | nicht erschienen (did not arrive)                                |
| ohne     | C                  | Rennen abgesagt (cancelled)                                      |
| ohne     | keine WM-Teilnahme |                                                                  |
| sonstige | P/fett             | Pole-Position                                                    |
| sonstige | 1/2/3/4/5/6/7/8    | Punktplatzierung im Sprint-/Qualifikationsrennen                 |
| sonstige | SR/kursiv          | Schnellste Rennrunde                                             |
| sonstige | *                  | nicht im Ziel, aufgrund der zurückgelegten Distanz aber gewertet |
| sonstige | ()                 | Streichresultate                                                 |
| sonstige | unterstrichen      | Führender in der Gesamtwertung                                   |